# Dawn Dunlap
Pour les articles homonymes, voir Dunlap.
Dawn Dunlap, née le 17 mai 1963 à Austin, au Texas, est une actrice américaine.

## Biographie
Elle est surtout connue pour son rôle dans le film de David Hamilton, Laura, les ombres de l'été, où elle apparaissait nue et avait une scène de sexe, alors qu'elle n'avait que seize ans. Elle a abandonné le cinéma en 1985.

## Filmographie

### Cinéma
- 1979 : Laura, les ombres de l'été : Laura Moore
- 1982 : Mutant (Forbidden World) : Tracy Baxter
- 1982 : Les Croque-morts en folie (Night Shift) : Maxine
- 1982 : Le Challenger (Liar's Moon) : Teaser
- 1983 : Heartbreaker : Kim
- 1985 : Barbarian Queen : Taramis